# Christian Knees

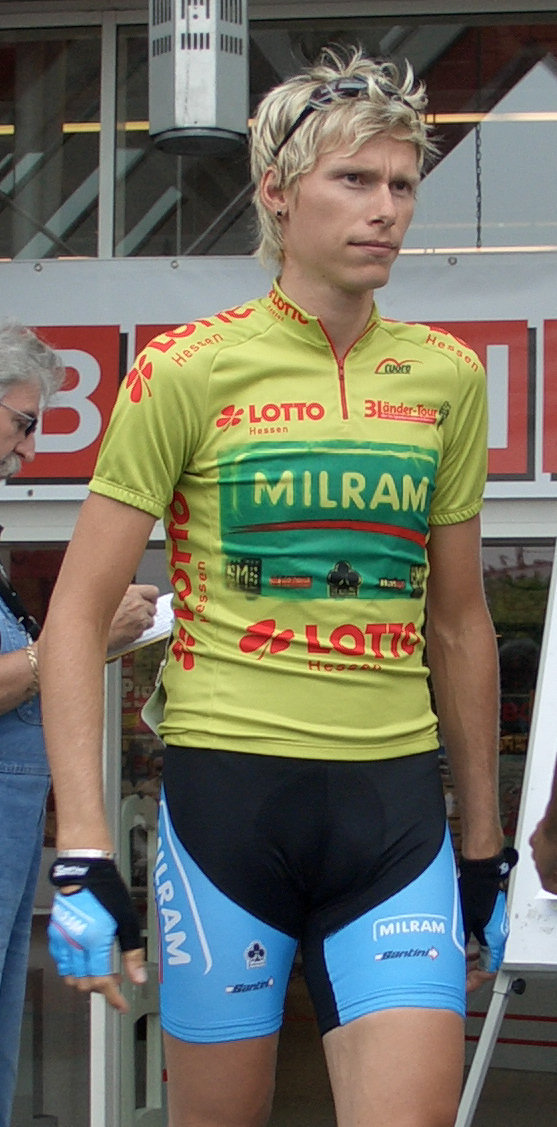
Christian Knees

Christian Knees, född den 5 mars 1981 i Bonn, Tyskland, är en tysk professionell tävlingscyklist. Han blev professionell 2004 med Team Wiesenhof Leipzig, men tävlar sedan säsongen 2006 för Team Milram. 
Knees är en stor cyklist på 1.94 cm och 81 kg. Han bor numera i Bornheim. 
Christian Knees tog sin första professionella seger på Rund um Köln 2006. Två år senare tog han sin andra seger när han vann International Bayern Rundfahrt. I augusti 2008 slutade Knees tvåa på Sparkassen Giro Bochum efter landsmannen Eric Baumann. Några dagar vann han uppvisningsloppet Ratingen - Rund in Ratingen före Jens Voigt och Thomas Fothen. 
Den 1 juli 2007 slutade Knees tvåa i de tyska nationsmästerskapen efter Fabian Wegmann och Patrik Sinkewitz.
Under säsongen 2009 slutade han trea på Eschborn-Frankfurt City Loop bakom Fabian Wegmann och Karsten Kroon.
Tysken tog brons i juniorvärldsmästerskapens tempolopp 1999. Schweizaren Fabian Cancellara vann.
Christian Knees körde Tour de France 2006, 2007 och 2008. Han deltog i Giro d'Italia 2006 och 2007.

## Meriter
1999
3:a, Juniorvärldsmästerskapen - tempolopp
2005
Regiobahn cup
2:a, Sachsen Tour
2006
Rund um Köln
Bad Homburg
3:a, City Night Rhede
2007
2:a, Ratingen - Rund in Ratingen
2:a, etapp 3, Drei Länder Tour
3:a, Eindhovens lagtempo
3:a, Tyska nationsmästerskapen - linjelopp
2008
International Bayern Rundfahrt
Ratingen - Rund in Ratingen
2:a, Sparkassen Giro Bochum
2009
3:a, Eschborn-Frankfurt City Loop

## Stall
- 1990-1999 VfL Rheinbach
- 2000-2001 Junior-Team Telekom
- 2002 Team Vermarc RRG Porz
- 2003 KED-Team Berlin
- 2004-2005 Team Wiesenhof Leipzig
- 2006 Team Milram